# 1986 في ألمانيا
فيما يلي قوائم الأحداث التي وقعت خلال عام 1986 في ألمانيا.

## أحداث
- 5 أبريل – تفجير ملهى ليلي في برلين الغربية 1986

## رياضة
- 27 يوليو – جائزة ألمانيا الكبرى 1986 الفائز نيلسون بيكيه.

## موسيقى

### أغاني
من الأغاني التي صدرت هذه السنة في ألمانيا:
- 1 يناير – فتاة صغيرة من غناء ساندرا.

## مواليد

### يناير
- 1 يناير – أبو عمر الألماني
- 2 يناير – نيكول راينهارد مُجدّفة كانوي ألمانية.
- 9 يناير – أوفه هونميير لاعب كرة قدم ألماني.
- 13 يناير – فولفغانغ هيسل لاعب كرة قدم ألماني.
- 20 يناير – توماس كيسلر لاعب كرة قدم ألماني.
- 29 يناير – دانييل برينكمان لاعب كرة قدم ألماني.
- 30 يناير – جوردان كارفر ممثلة ألمانية.

### فبراير
- 5 فبراير – أندرياس بيك لاعب كرة مضرب ألماني.
- 5 فبراير – روجر كلوج
- 12 فبراير – مارسيل هيلر لاعب كرة قدم ألماني.
- 15 فبراير – سيباستيان ريشيك لاعب كرة مضرب ألماني.
- 26 فبراير – باسكال بيلر لاعب كرة قدم ألماني.
- 26 فبراير – غيورغ نيدرماير لاعب كرة قدم ألماني.

### مارس
- 5 مارس – روبرت فورستمان
- 10 مارس – أبو بكر زعيتر
- 12 فبراير – مارسيل هيلر لاعب كرة قدم ألماني.
- 15 مارس – سيركان كاليك لاعب كرة قدم.
- 26 مارس – بول فوس
- 26 مارس – ماركوس نويماير لاعب كرة قدم ألماني.
- 27 مارس – مانويل نوير لاعب كرة قدم ألماني.

### أبريل
- 2 أبريل – جوليان ريستر لاعب كرة مضرب ألماني.
- 7 أبريل – يان روزينتال لاعب كرة قدم ألماني.
- 11 أبريل – لينا شونبورن لاعبة خماسي حديث ألمانية.
- 15 أبريل – هيندريك هاهنه لاعب كرة قدم ألماني.

### مايو
- 21 مايو – توبياس كامكيه لاعب كرة مضرب ألماني.
- 28 مايو – سامي العلاقي لاعب كرة قدم تونسي.
- 31 مايو – كاي بولو لاعب كرة قدم ألماني.

### يونيو
- 4 يونيو – فخرية أوجن ممثلة تركية.
- 5 يونيو – مارتن ستروبل لاعب كرة يد ألماني.
- 9 يونيو – ميرغيم مافراي

### يوليو
- 2 يوليو – فلوريان فروملوفيتز لاعب كرة قدم ألماني.
- 12 يوليو – سيموني لاودر لاعبة كرة قدم ألمانية.
- 18 يوليو – آنا فيشر
- 19 يوليو – ستيفين واينهولد لاعب كرة يد ألماني.
- 25 يوليو – باربرا ماير عارضة ألمانية.

### أغسطس
- 9 أغسطس – دينيس غروته لاعب كرة قدم ألماني.
- 10 أغسطس – بايرام سادرياي لاعب كرة قدم ألماني.
- 10 أغسطس – جانينا هاي لاعبة كرة قدم ألمانية.
- 13 أغسطس – يانيك فريس لاعب كرة سلة ألماني.
- 18 أغسطس – تيم كنويله لاعب كرة يد ألماني.
- 21 أغسطس – ستيفان شروك لاعب كرة قدم.
- 31 أغسطس – كاترينا تيخونوفا

### سبتمبر
- 2 سبتمبر – هيندريك إرنست لاعب كرة قدم ألماني.
- 4 سبتمبر – آرون هانت لاعب كرة قدم ألماني.
- 8 سبتمبر – نسيم بنواس لاعب كرة قدم ألماني.
- 11 سبتمبر – لاتويا ساندرز لاعبة كرة سلة من الولايات المتحدة الأمريكية.
- 16 سبتمبر – مايكل أليندورف لاعب كرة يد ألماني.
- 16 سبتمبر – يان هاردنغ
- 19 سبتمبر – جيرالد سيوليك درّاج طريق ألماني.
- 19 سبتمبر – كريستوفر كولمان لاعب كرة قدم ألماني.

### أكتوبر
- 3 أكتوبر – ياكوب هاينل لاعب كرة يد ألماني.
- 12 أكتوبر – سيرجيو بيتر لاعب كرة قدم ألماني.
- 14 أكتوبر – مايك فرانتز لاعب كرة قدم ألماني.
- 18 أكتوبر – ويلما إيليس ممثلة ألمانية.
- 24 أكتوبر – نيكو بونغيرت لاعب كرة قدم ألماني.
- 26 أكتوبر – أوفه غينسهايمر لاعب كرة يد ألماني.
- 26 أكتوبر – سكولبوي كيو

### نوفمبر
- 6 نوفمبر – ديفيد مكراي لاعب كرة سلة ألماني.
- 14 نوفمبر – إيفو إليسيفيتش لاعب كرة قدم كرواتي.
- 22 نوفمبر – توبياس ليفيلس لاعب كرة قدم ألماني.

### ديسمبر
- 19 ديسمبر – ساسكيا لانغ لاعبة كرة يد ألمانية.
- 30 ديسمبر – فلوريان مولر لاعب كرة قدم ألماني.

## وفيات

### يناير
- 10 يناير – إرنست لينر (مواليد 1912) لاعب كرة قدم ألماني.
- 23 يناير – جوزيف بويس (مواليد 1921)
- 25 يناير – إرنست شنابل (مواليد 1913) كاتب ألماني.

### فبراير
- 20 فبراير – هانز مارشال (مواليد 1913) فيزيائي ألماني.
- 23 فبراير – إرنست نيوفيرت (مواليد 1900) مهندس معماري ألماني.

### مارس
- 10 يونيو – مارسيل فيرنر (مواليد 1952) ممثل ألماني.
- 11 مارس – هربرت رونج (مواليد 1913) ملاكم ألماني.

### يونيو
- 10 يونيو – مارسيل فيرنر (مواليد 1952) ممثل ألماني.
- 25 يونيو – رينهولد مونزينبيرغ (مواليد 1909) لاعب كرة قدم ألماني.

### أغسطس
- 11 أغسطس – هاينز ستريل (مواليد 1938) لاعب كرة قدم ألماني.

### أكتوبر
- 10 أكتوبر – ماري نيوراث (مواليد 1898)

### ديسمبر
- 13 ديسمبر – لوري لودفيج (مواليد 1924) كاتبة ألمانية.